# Rossijski Futbolny Sojus
Der Rossijski Futbolny Sojus (russisch Российский Футбольный Союз, deutsch ‚Russische Fußballunion‘, englisch Football Union of Russia; Abkürzung RFS) ist der offizielle Fußballverband der Russischen Föderation.
Der RFS vereinigt heute nach eigenen Angaben 2½ Millionen Fußballspieler, 44.000 Vereine, 156.000 Mannschaften und 37.000 Schiedsrichter. 
Präsident ist seit Februar 2019 Alexander Djukow. Zuvor war es unter anderem von September 2015 bis Ende Dezember 2017 Witali Mutko. Erster Vizepräsident ist Nikita Pawlowitsch Simonjan.
Die erste Liga des RFS ist die Rossijskaja Futbolnaja Premjer-liga (RFPL).

## Geschichte
Der RFS wurde am 19. Januar 1912 als Wserossijski Futbolny Sojus ‚Allrussischer Fußballbund‘ gegründet und im selben Jahr in die FIFA aufgenommen. Die Oktoberrevolution unterbrach 1917 die Geschichte des Verbandes. Ein sowjetischer Fußballverband, die Sekzija futbola SSSR ‚Fußballsektion der UdSSR‘, wurde 1934 gegründet. Dessen Aufnahme in die FIFA erfolgte erst nach dem Zweiten Weltkrieg, im Jahre 1946. 1954 wurde der Verband in die UEFA aufgenommen und später in Federazija Futbola SSSR ‚Fußballföderation der UdSSR‘ umbenannt. Nach dem Zerfall der Sowjetunion bildete sich am 8. Februar 1992 der heutige Verband.
Als Reaktion auf den Einmarsch russischer Truppen in die Ukraine schlossen UEFA und FIFA am 28. Februar 2022 die russischen Mannschaften von allen internationalen Wettbewerben aus.

## UEFA-Fünfjahreswertung
Platzierung in der UEFA-Fünfjahreswertung:
(in Klammern die Vorjahresplatzierung). Die Kürzel CL, EL und CO hinter den Länderkoeffizienten geben die Anzahl der Vertreter in der Saison 2025/26 der Champions League, der Europa League sowie der Conference League an.
- 20.  (19)  Kroatien (Liga, Pokal) – Koeffizient: 25.525 – CL: 1, EL: 1, CO: 2
- 21.  (24)  Polen (Liga, Pokal) – Koeffizient: 25.375 – CL: 1, EL: 1, CO: 2
- 22.  (18)  Russland (Liga, Pokal) – Koeffizient: 22.965 – (CL: 1, EL: 1, CO: 2) – suspendiert
- 23.  (22)  Zypern (Liga, Pokal) – Koeffizient: 22.100 – CL: 1, EL: 1, CO: 2
- 24.  (25)  Ungarn (Liga, Pokal) – Koeffizient: 21.875 – CL: 1, EL: 1, CO: 2

Stand: Ende der Europapokalsaison 2023/24